# 艾黎与何柯陵园
艾黎与何柯陵园，位于中国甘肃省张掖市山丹县，为一个省级文物保护单位，类型为近现代重要史迹及代表性建筑。

## 历史
艾黎与何柯陵园的历史年代为现代。